# Kolathammanahalli, Kolar
Kolathammanahalli là một làng thuộc tehsil Kolar, huyện Kolar, bang Karnataka, Ấn Độ.